# Macrogalea magenge
Macrogalea magenge là một loài Hymenoptera trong họ Apidae. Loài này được Tierney & Schwarz mô tả khoa học năm 2003.